# Johannes-Kapelle (Metel)

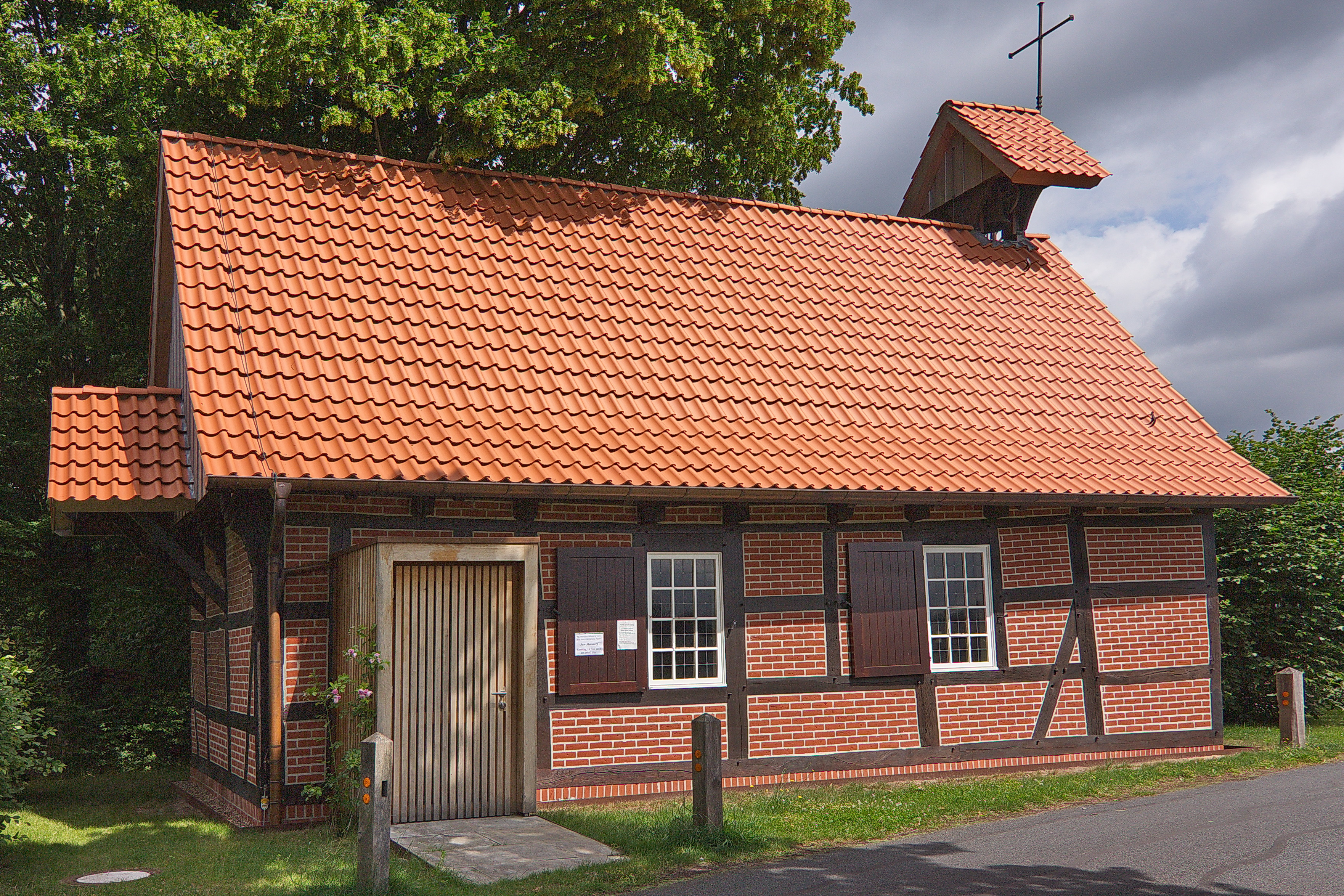
Johannes-Kapelle in Metel

Die Johannes-Kapelle oder Johanneskapelle ist ein denkmalgeschütztes Gebäude in Metel, einem Stadtteil von Neustadt am Rübenberge in der Region Hannover in Niedersachsen.

## Geschichte
Die älteste bekannte Erwähnung einer Kapelle in Metel stammt aus den Protokollen der ersten protestantischen Kirchenvisitation im Jahr 1543. Über ihre Geschichte vor der Reformation ist nichts bekannt. Die Kapelle gehörte zum Kirchspiel Basse. Spätestens 1594 hatte die Kapelle in Metel das Patrozinium von Johannes dem Täufer inne. Wahrscheinlich wurde die Kapelle damals viermal im Jahr zu Gottesdiensten genutzt.
Während des Dreißigjährigen Kriegs war die Kapelle im von Wäldern umgebenen, versteckt gelegenen Metel das einzige Gotteshaus im Kirchspiel, in dem noch eine Zeitlang Gottesdienste möglich waren. Von 1627 bis 1631 war Metel zudem der Sitz des Pfarrers, da das Pfarrhaus in Basse zerstört worden war.
Im Jahr 1892 wurde beschlossen, die Kapelle künftig nicht mehr instand zu setzen, sondern das Gebäude noch solange zu nutzen, wie es sein Zustand erlauben würde, und dann mitsamt dem Grundstück zu verkaufen. Der letzte Gottesdienst fand im Mai 1946 statt. Die Gemeinde nutzte fortan die Schulhäuser von Metel und Scharrel zum Gottesdienst. Die Verkaufsabsicht scheiterte am Protest der Einwohner und daran, dass die Kapelle unter Denkmalschutz gestellt wurde. In den Jahren 1951 und 1952 wurde die Kapelle instand gesetzt und wieder eingeweiht. Der Glockenstuhl wurde 1955 erneuert. Der Innenraum der Kapelle wurde 1983 renoviert. 2012 wurde die Kapelle grundlegend saniert.

## Beschreibung

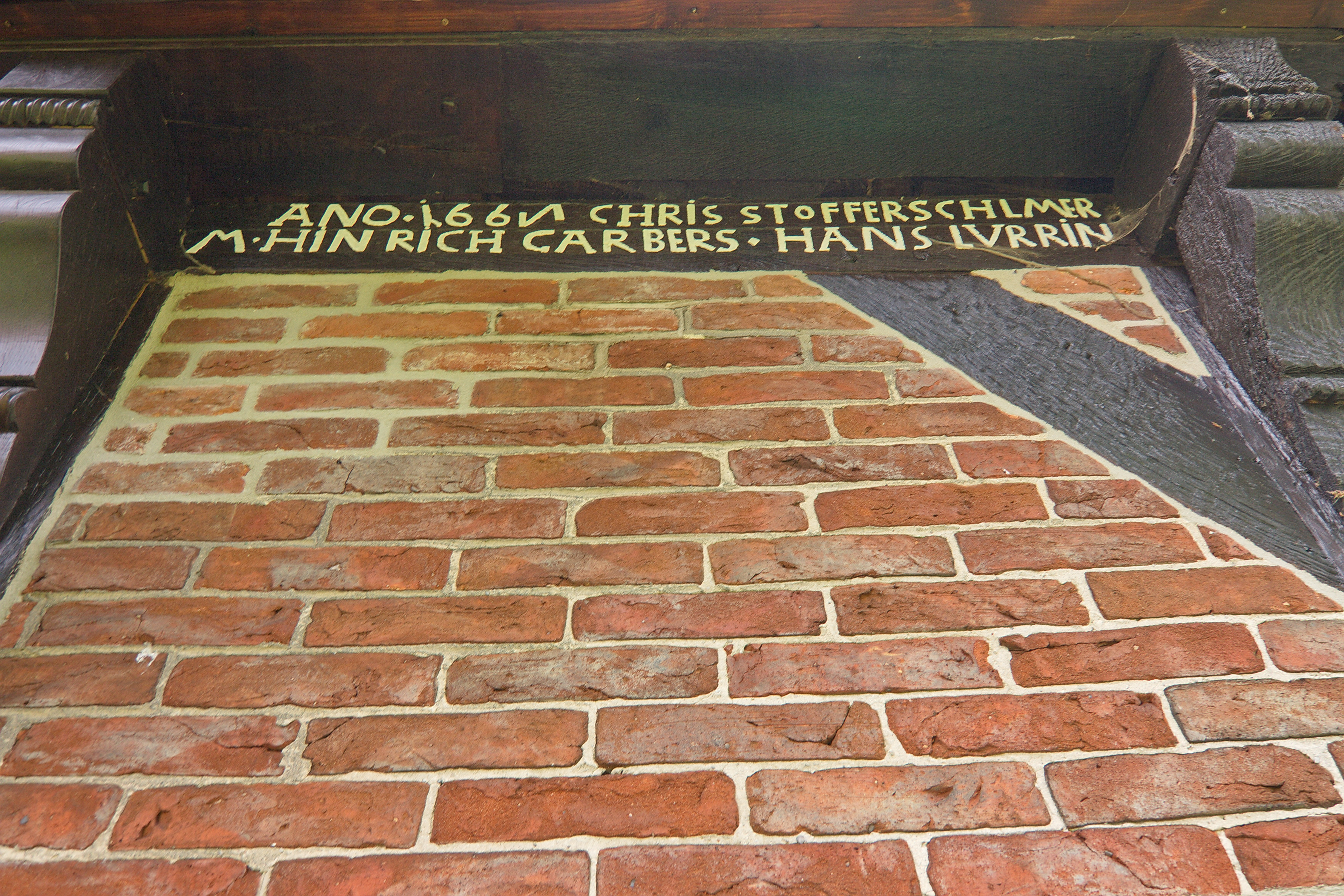
Inschrift mit Jahreszahl 1661

Die Kapelle in Metel ist ein traufständiger Fachwerkbau. Die Kapelle war bereits Anfang des 17. Jahrhunderts vorhanden.
Das Gebäude trägt die Jahreszahl „1661“.
Die 11,16 m lange und 4,64 m breite Kapelle hat ein Satteldach mit einem kleinen Dachreiter über dem Ostgiebel. Die Giebel sind mit Brettern verkleidet. Der Innenraum des Saalbaus hat eine flache Holzbalkendecke.
Das Fachwerk war ursprünglich uneinheitlich mit Ortstein, Lehm und Backstein ausgefacht. 1952 wurden die historischen Materialien durch eine einheitlich Mauerziegelausfachung ersetzt.

### Dachreiter
Bis in die 1950er Jahre hatte die Kapelle am auf Taubandknaggen vorkragenden Westgiebel einen Glockenstuhl mit kleinem Satteldach. 1955 wurde er durch einen Dachreiter über dem Ostgiebel ersetzt.

### Glocken
Im Dreißigjährigen Krieg wurde um das Jahr 1626 die bronzene Glocke der Kapelle durch tillysche Truppen geraubt. Als Ersatz wurde 1650 eine von Ludolf Siegfriedt in Hannover gegossene neue Glocke erworben.
Sie wog 1 Centner und 4 Pfund und kostete mitsamt Klöppel und Schmiedelohn 40 Taler. Bis 1955 hing sie als Läuteglocke mit  Schlagton as’’ im Glockenstuhl vor dem Westgiebel, seitdem im neuen Dachreiter auf dem Ostgiebel. 2013 wurde die Glocke im Glockenschweißwerk Lachenmeyer in Nördlingen restauriert.
Die Glocke hat einen Durchmesser von 46 cm und eine Höhe von 38 cm. Sie trägt die Inschrift H. THEODORUS FLEBBE, PASTOR ZU BASSE, HANS KALE, DIEDERICH LUHRINGK, ALTARISTEN ZU METEL, ENGELKE GARBERS, VOIGET ZU SCHARLE, HABEN MICH NEBST ZULAGE DER GEMEINE METEL UND SCHARLE GIESSEN LASSEN,/LOBET IHN MIT HELLEN CYMBELEN, LOBET IHN MIT WOHLKLINGENDEN CYMBELEN, PS. 150. M: LVDOLF SIEGFRIEDT HAT MICH IN HANNOVER GEGOSSEN. ANNO 1650.

### Altar
Der Altar ist ein Blockaltar mit Sandsteinmensa.
Auf Seitenwänden aus Sandstein liegt eine große Steinplatte. Der Altar wurde im Jahr 1878 aus der Simon-und-Judas-Kirche in Basse übernommen. Er stammt vermutlich aus der Zeit des Neuaufbaus der Kirche in den Jahren 1688/89. Der Altar wurde beim Umzug in die Kapelle verkleinert. Die entfernte Predella mit Abendmahlsbild hing zeitweise an der Kapellenwand.
Das barocke Altarretabel ist künstlerisch bedeutsam.
Das Bild des von Schnitzereien umgebenen Aufsatzes zeigt eine Kreuzigung Christi.
An den beiden Seiten stehen spätbarocke, angeschnittene Säulen, umgeben von Wein- und Brotfrüchten. An den Sockeln der Säulen stehen die Einsetzungsworte. Auf einem Aufsatz auf den geschnitzten Kapitälchen stehen zwei Apostel. Dazwischen erhebt sich Christus. Unter ihm die Inschrift „Kommet her zu mir alle, die ihr mühselig und beladen seid, ich will euch erquicken“.

### Weitere Ausstattung
1543 besaß die Kapelle „1 kl. Silberner Kelch, 1 Mißgewandt“.
Die im Jahr 1829 geschaffene Taufe der Kapelle ist eine Zinnschale auf einem Holzpfeiler.
1953 erhielt die Kapelle ein Harmonium. Eine 1978 beschaffte einmanualige elektronische Orgel war 1990 defekt.
Außen am Kapellenschiff lehnt das Fragment eines barocken Grabsteins mit der Jahreszahl 1661. Er erinnert an die im Alter von 110 Jahren verstorbene Witwe Catarina Hachmeister.

## Gebäuderestaurierung 2012

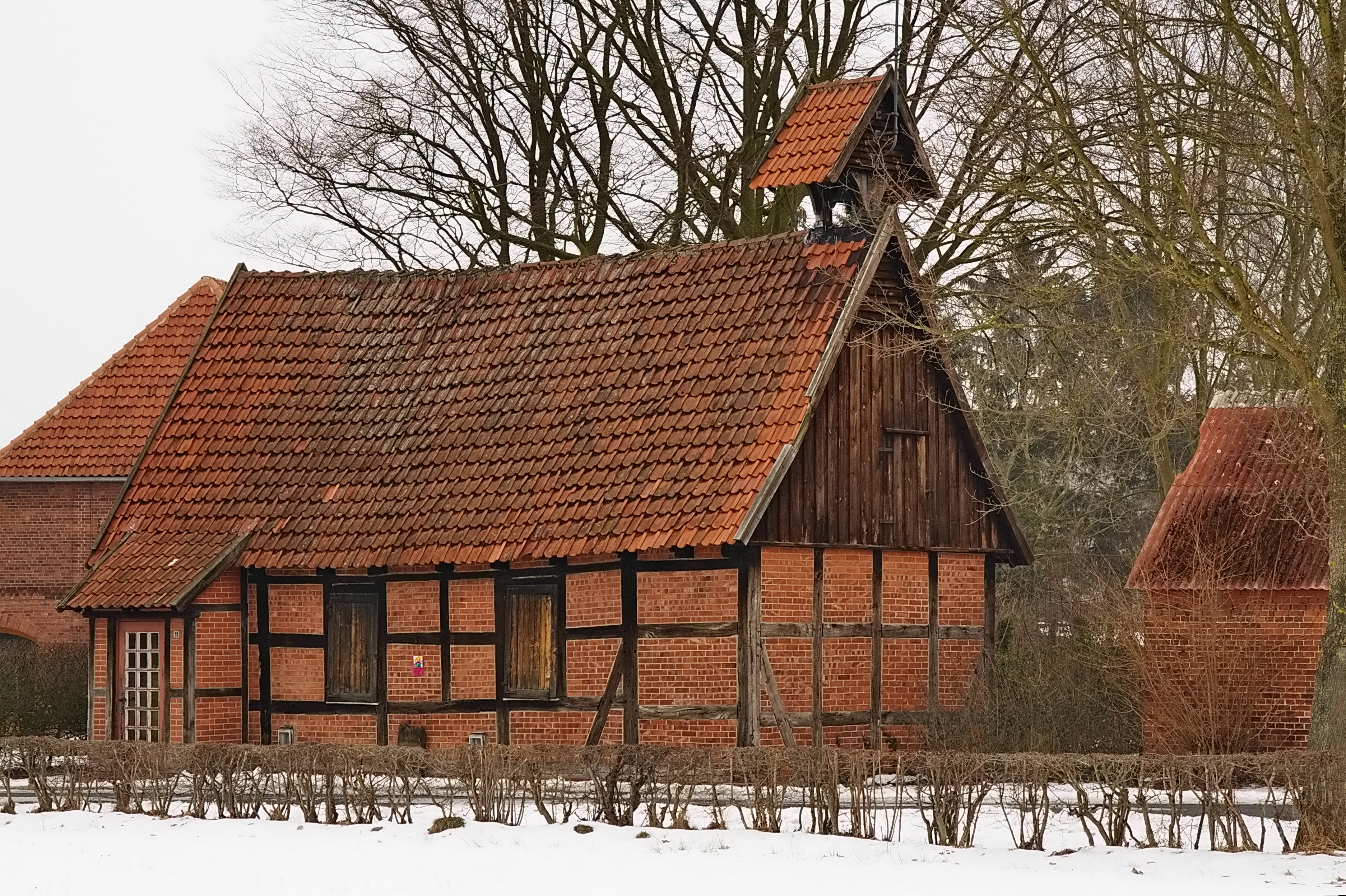
Ansicht 2010, vor der Restaurierung

Für das Jahr 2010 war eine auf etwa 269.000 € veranschlagte Restaurierung der Kapelle angekündigt. Die umfangreiche Sanierung des Gebäudes erfolgte schließlich im Jahr 2012. Dabei wurden die Gefache gesichert. Die aus verputztem Lehmflechtwerk bestehende erhaltene Nordwand der Kapelle wurde instand gesetzt, ergänzt, und kalkverputzt. Die aus 13 mal 26 mal 6 Zentimeter großen Handstrichziegeln bestehende Ausfachung der Nordseite wurde instand gesetzt und neu verfugt. An der Süd- und Ostseite wurden die bei der Renovierung in den 1950er Jahren verwendeten Lochziegel entfernt. Die Gebäudeseiten wurden mit Handstrichziegeln neu ausgefacht.
Die Grundmauern der Kapelle bestanden ursprünglich aus Bruchsteinmauerwerk. Bei der 2012 begonnenen Sanierung des Gebäudes sollte dieses durch einen Sockel aus Ziegeln auf Betonfundament ersetzt werden.
Die abgängigen Schwellhölzer des Fachwerks waren rundum zu ersetzen. Ständer, Streben und Riegel des Fachwerks wurden neu verzapft, sowie fehlende oder beschädigte Holznägel ersetzt. Risse sollten verfüllt werden und Absplitterungen und morsche Stellen instand gesetzt werden. Falls erforderlich waren auch Holzbauteile komplett zu ersetzen.
Die Dachunterkonstruktion sollte instand gesetzt werden, das Dach mit Hohlpfannen neu eingedeckt werden und eine Dachrinne angebracht werden. An den Giebelflächen wurde die Verschalung erneuert. Der Windfang wurde umgestaltet, die Außentür ersetzt. Die Fenster der Kapelle sollten nach Plänen der bei der Renovierung in den 1950er Jahren verwendeten und mit den erhaltenen Beschlägen und Glasscheiben rekonstruiert werden. Im Innenraum der Kapelle sollten Wand- und Deckenputz instand gesetzt und die Beleuchtung ersetzt werden.

## Kapellengemeinde
Zur Kapellengemeinde gehörten seit altersher die Dörfer Metel und Scharrel.
1951 trennte sich Scharrel von der Kapellengemeinde.
1978 übernahm der Kapellenvorstand den etwa 500 m südöstlich des Dorfes in der Feldmark gelegenen kommunalen Friedhof mit der darauf vorhandenen Friedhofskapelle. Der Verein Freundeskreis der Johannes-Kapelle unterstützte die aus Mitteln der hannoverschen Landeskirche und der EU finanzierte Restaurierung der Kapelle im Jahr 2012.
Die Johannes-Kapelle wird einmal im Monat zu einem Sonntagsgottesdienst und zu einem Kindernachmittag genutzt. Außerdem finden in der Kapelle vielfältige kulturelle Veranstaltungen wie etwa Konzerte statt.

## Denkmalschutz
Laut dem Denkmalatlas Niedersachsen war die Kapelle in Metel im September 2022 unter der Bezeichnung „Johanneskapelle“ als Einzeldenkmal gemäß § 3 Abs. 2 NDSchG unter einer nicht persistenten Objekt-ID geschützt.
An der Erhaltung der Kapelle besteht aufgrund ihrer Bedeutung für die Orts- und Siedlungsgeschichte sowie wegen ihrer städtebaulichen Bedeutung als Bau mit prägendem Einfluss auf das Ortsbild und wegen des künstlerisch bedeutsamen barocken Altarretabels ein öffentliches Interesse.